# Robert Sevenius
Robert Sevenius, född 24 mars 1967, uppvuxen i Riyadh, Saudiarabien och på Lidingö, Stockholm.
Robert Sevenius är författare, rådgivare och kursansvarig lärare inom de juridiska institutionerna på Stockholms universitet och Linköpings universitet. Han är utbildad till ekonomie licentiat och juris kandidat. Han har sedan mitten av 1990-talet arbetat med finansiell och juridisk rådgivning inom företagsöverlåtelser och strukturella affärer i näringslivet. Han är även utbildare för praktiskt yrkesverksamma företagsledare, jurister och konsulter vid bland annat Företagsekonomiska Institutet och Sveriges Advokatsamfund.
Robert Sevenius har författat ett flertal böcker och artiklar inom bl.a. företagsförvärv, bolagsstyrning, företagsbesiktning samt finans- och börsrätt.